# Maria Tereza Jorge Pádua
Maria Tereza Jorge Pádua (8 de mayo de 1943 (81 años) es una ingeniera agrónoma, ecóloga, ambientalista, y escritora brasileña. Es conocida en Brasil como la "madre de los parques nacionales" por sus esfuerzos para establecer reservas y parques en ese país. Es presidenta de FUNATURA, una organización de conservación de naturaleza global.

## Biografía
Nació en São José Rio Pardo en mayo de 1943. Estudió ingeniería agronómica; y, en 1972 obtuvo el grado de maestría en ecología por la Universidad Federal de Río de Janeiro. Se casó y tiene tres niños.
En 1968, se aseguró una posición en el muy reciente y nuevamente sistema de Parques nacionales establecido. Avanzóe para devenir una de las directoras del sistema en 1970. Durante los años 70 y 80 dirigió el Departamento de Parques de la Agencia de protección ambiental. Bajo su liderazgo en los 1970s, casi 4 millones de ha de Amazonia fueron para la creación de reservas y parques. Miguel Serediuk Milano del "O Boticário de Proteção A Natureza Foundation dicha en 1999 que Maria Tereza Jorge Pádua era responsable de "prácticamente la mitad de todas las áreas protegidas en Brasil." Es conocida como la "madre de los parques nacionales de Brasil".
En 1981, recibió el Premio J. Paul Getty de Conservación de Fauna y Flora, con Paulo Nogueira Neto, por su función en establecer parques nacionales, adelantando legislación ambiental en Brasil y apoyando una red de estaciones de estudios ecológicos. Estableció la organización Fundação Pró-Natureza (FUNATURA) en 1986. La organización supervisa santuarios de fauna y flora y un parque nacional en el Cerrado.En 1993, arrancó su dedicación exclusiva laborable para la organización.
Tras su nombramiento cuando presidenta de la Agencia de Protección Ambiental, Jorge Pádua anunció los planes de aumentar la porción de la amazona de Brasil en el sistema de parques nacionales desde el 6% al 30%.

## Algunas publicaciones
- Maria Tereza Jorge Pádua. 2001. "CONSERVANDO A NATUREZA DO BRASIL". Publicó UFPR, 216 p. ISBN 8588912120, ISBN 9788588912120

- Marc J. Dourojeanni, Maria Tereza Jorge Pádua. 2001. "Biodiversidade: a hora decisiva", Série Pesquisa 56. Publicó Editora UFPR, 307 p. ISBN 857335075X, ISBN 9788573350753

- Maria Tereza Jorge Pádua, Adelmar Faria Coimbra Filho. 1979. "Os parques nacionais do Brasil", v. 5 de Coleção "A Natureza na Iberoamérica". Publicó Instituto de Cooperação Iberoamericana, 224 p.

## Honores

### Eponimia
La especie de rana Brachycephalus mariaeterezae fue nombrada, con su epónimo, en su honor.

## Otras lecturas
- Brooke, Elizabeth Heilman. "Maria Tereza Jorge Pádua: Salvadora de la Naturaleza de Brasil." Naturaleza Conservancy. Mayo/junio 1993, p. 10–14.

- Labastille, Anne. "Eight Women in the Wild." ("Ocho Mujeres en la Naturaleza.") Enero/febrero , Fauna y flora/internacional 1983, p. 36–43.